# 2006 год в театре
2006 год в театре

## Яркие постановки
- Саратовский государственный академический театр драмы имени И.А. Слонова «Дом Бернарды Альбы» Федерико Лорка, постановка М. Глуховской, премьера 13 мая 2006 — отмечен призами на театральном фестивале «Золотой Арлекин» в 2007 году.
- Режиссёром Андреем Житинкиным поставлен спектакль «Анна Каренина». Премьера состоялась 20 апреля 2006 года в Театриуме на Серпуховке. Главные роли исполнили Евгения Крюкова, Олег Вавилов, Анна Плисецкая, Александр Ефимов.

## Знаменательные события
- 29 сентября — открылся Волгоградский молодёжный театр п/р Алексея Серова
- 30 декабря — состоялась первая трансляция в кинотеатрах США и Великобритании в рамках проекта «The Met: Live in HD». Первой постановкой Метрополитен-оперы в Нью-Йорке, прозвучавшей с экранов кинотеатров, стала «Волшебная флейта» В.А.Моцарта.

## Персоналии

### Скончались
- 3 января — Николай Иванович Мерзликин, советский и российский актёр театра и кино, режиссёр.
- 19 января — Сергей Александрович Полежаев, советский и российский актёр театра и кино, народный артист России.
- 28 января — Вячеслав Александрович Дугин, советский актёр театра и кино, заслуженный артист РСФСР.
- 10 февраля — Виктор Павлович Тарасов, советский и белорусский актёр театра и кино, народный артист Белорусской ССР (1967).
- 16 февраля — Евгений Валерианович Самойлов, советский и российский актёр театра и кино, дважды лауреат Сталинской премии, народный артист СССР.
- 4 апреля — Вера Александровна Ершова, советская и российская театральная актриса, народная артистка СССР (1977).
- 7 апреля — Гамэр Алмасзаде, азербайджанская балерина, народная артистка СССР (1959).
- 26 мая — Иван Казнадий, украинский и советский режиссёр, заслуженный деятель искусств Украинской ССР.
- 5 июля — Андрей Краско, советский и российский актёр театра и кино.
- 10 августа — Степан Степанович Олексенко, актёр театра и кино, народный артист СССР (1991).
- 24 августа — Виктор Павлов, советский и российский актёр театра и кино, народный артист России.
- 26 сентября — Амина Умурзакова, советская и казахская актриса театра и кино, народная артистка СССР.
- 11 октября — Азад Зиннатович Аббасов, оперный певец (тенор), народный артист РСФСР (1966), народный артист СССР (1977).
- 23 ноября — Филипп Нуаре, французский актёр театра и кино.
- 28 ноября — Любовь Полищук, советская и российская актриса театра и кино, народная артистка России.
- 28 декабря — Станислав Николаевич Ландграф, советский и российский актёр театра и кино, народный артист Российской Федерации, лауреат Государственной премии СССР.